# دپورتیوو سان خوزه
دپورتیوو سان خوزه یک باشگاه بسکتبال در کشور پاراگوئه می‌باشد. آنان در لیگ بسکتبال متروپولیتن کشور پاراگوئه بازی می‌کنند. سان خوزه، ۱۱ بار قهرمان لیگ متروپولیتن شده‌است، آخرین نشان آنها، اپرتورا ۲۰۲۲ است.

## تاریخ
این باشگاه برای دانش آموزان مدرسه سن خوزه تأسیس گردید. در سال ۱۹۶۵، سن خوزه نخستین نشان خود را با قهرمانی در لیگ سطح ۶ پاراگوئه کسب کرد. در سال ۱۹۶۶ آنان وارد لیگ اصلی شدند و دیگر هرگز لیگ برتر را ترک نکردند. در سال ۱۹۶۸ زمین بسکتبال افتتاح گردید.